# Kihei
Kihei – jednostka osadnicza w Stanach Zjednoczonych, w hrabstwie Maui.